# 鈴木理加
鈴木 理加（すずき りか、1986年7月1日 - ）は、舞夢プロに所属するフリーアナウンサーで、元・鹿児島放送アナウンサーおよびテレビ大阪の契約アナウンサー。

## 人物・経歴
広島県三原市生まれ。血液型はAB型。広島大学附属三原幼稚園・小学校・中学校・広島県立尾道北高等学校・成城大学を経て、2009年に鹿児島放送へアナウンサーとして入社した。
大学時代には、東京アナウンスセミナーでアナウンス技術の研鑽を積んでいた。セミナーの同期に、北海道テレビ放送アナウンサーの依田英将がいる。また、大学では茶道部に所属。俳優の橋本一郎（役所広司の長男）は、同部の先輩に当たる。
愛称は「りか」「りっかん」「りかちん」で、 英語検定2級・ニュース時事能力検定3級の資格を保持。中学時代に旧広島市民球場でプロ野球観戦したのを機に、熱烈なカープ女子になった。鹿児島放送への入社後は、2010年の全国高校野球選手権大会中継で「燃えろ!ねったまアルプス」（阪神甲子園球場アルプススタンドでの応援団リポート）を担当したほか、同大会の鹿児島県大会中継で実況を務めたこともある。
2013年3月31日に鹿児島放送を退社。同年4月1日から、契約アナウンサーとしてテレビ大阪へ移籍した。
テレビ大阪時代には、平日夕方の関西ローカルニュース番組（『夕刊7チャンネル』→『ニュースリアルKANSAI』）でメインキャスターを担当。しかし、契約期間の満了を機に、2017年3月31日付で退社した。
テレビ大阪からの退社後は、フリーアナウンサーとして舞夢プロに所属。2018年4月5日からは、『6時のわかやま』（テレビ和歌山）の木曜放送分でメインキャスターを務める。また、古巣のテレビ大阪で、『やさしいニュース』（『ニュースリアルKANSAI』の後継番組）のナレーションを担当している。

## 出演番組・作品

### 現在
- 6時のわかやま（テレビ和歌山、木曜日メインキャスター）
- やさしいニュース（テレビ大阪、ナレーター）

### テレビ大阪アナウンサー時代
- NEWSα（『ニュースリアルPLUS』の前身番組）
- 大阪発しゃべるランチタイム なにしよ!?水・木曜日
- 全力!!虎中継（2013年のみ、ベンチリポーター）
- おとな旅あるき旅（ナレーター）
  - 2013年度には、リポーターとして出演していた。
- ワールドビジネスサテライト（テレビ東京制作の全国ニュース番組、2016年3月23日）
  - 「列島縦断!ニッポン興隆」（テレビ東京と系列各局の共同制作による5日連続放送の特別企画）の当日放送分の制作をテレビ大阪が担当したため、関西国際空港からの生中継や、レギュラーコーナーの「THE 行列」でリポートを担当。
- 夕刊7チャンネル（リポーター →　2014年3月31日からメインキャスター）
- 報道特番 大阪の大問題（2014年11月28日・2015年1月30日）
- ニュースリアルKANSAI（メインキャスター）
- ニュースリアルFRIDAY（メインキャスター）
- かがくdeムチャミタス!（ナレーター、2013年10月から担当）
- ニュースリアルPLUS（不定期）
  - 平日には、母体番組の『ニュースリアルKANSAI（FRIDAY）』に続いて出演することがあった。

#### 出演映画
- 劇場版「天王寺おばあちゃんゾウ 春子 最後の夏」（2015年）
  - 『夕刊7チャンネル』内の特集から派生したテレビ大阪制作のドキュメンタリー映画で、ナレーターを担当。

### 鹿児島放送アナウンサー時代
- Kingspe （3代目MC）
- 全国おもしろニュースグランプリ （2009年に鹿児島放送代表として出演）
- 第91、92、93、94回全国高等学校野球選手権鹿児島大会中継（2009 - 2012年： 実況、スタンドリポート、ベンチリポートを担当）
- KKB30周年特別番組「ハートにKKB〜む 夢かごしま応援宣言」（2012年10月6日）
- KKBスーパーJチャンネル（月・水・金曜気象キャスター）
- KKBニュース
- ほっ!とブレイク（不定期）
- KKBサウンド&トーク（エフエム鹿児島でのKKB番組PR番組）

#### CM
- サントリーウエルネス ロコモア（2022年）
- サントリーウエルネス セサミン（2022年）